# David W. Ross
David W. Ross – angielski muzyk, aktor, scenarzysta i producent filmowy.
Urodził się w Anglii. Po przeprowadzce do Londynu w wieku 17 lat poszukiwał dodatkowej pracy na planie filmym. Został dostrzeżony przez producenta boysbandu Heartthrob - Iana Levine i podpisał kontrakt z brytyjską wytwórnią A&M Records, jako jeden z czterech członków zespołu. Grupa wydała jeden debiutancki album i pięć singli, w tym „More to This World” (Więcej na ten świat), który trafił na listę przebojów Top 10. 
Potem przeniósł się do Los Angeles. Wystąpił m.in. w filmie Piętnastolatka (Quinceañera, 2006). Jako scenarzysta i producent filmowy debiutował dramatem I Do, poruszającym kontrowersyjny problem nierówności małżeństwa gejów w Ameryce. Za scenariusz i produkcję oderał nagrodę na Seattle Lesbian & Gay Film Festival, a rola Jacka Edwardsa przyniosła mu nagrodę na Miami Gay and Lesbian Film Festival i Philadelphia International Gay & Lesbian Film Festival. 
W marcu 2012 ujawnił, że jest gejem.

## Filmografia
- 2003: 200 American jako Kevin
- 2006: Piętnastolatka (Quinceañera) jako Gary
- 2012: I Do jako Jack Edwards